# کریس جوزف
کریس جوزف (انگلیسی: Kris Joseph؛ زادهٔ ۱۷ دسامبر ۱۹۸۸) بازیکن بسکتبال اهل کانادا است.

## حرفه
از باشگاه‌هایی که در آن بازی کرده‌است می‌توان به مین رد کلاوز، بوستون سلتیکس، و بروکلین نتس اشاره کرد.